# Nationaal park Great Himalayan
Het Nationaal park Great Himalayan is sinds 1984 een nationaal park van India, gelegen in de staat Himachal Pradesh. Het park in de Westelijke Himalaya heeft een oppervlakte van 1.171 km² en ligt in hoogte tussen 1.500 en 6.000 m.
Het park ligt aan de Kulluvallei in het Kullu district ten oosten en zuidoosten van Kullu.
Tijdens de 38e sessie van de Commissie voor het Werelderfgoed in juni 2014 werd het park omwille van de uitzonderlijk mooie natuurlandschappen en de conservatie van de biologische diversiteit toegevoegd als natuurerfgoed aan de werelderfgoedlijst van UNESCO.
- Gemeinsame Normdatei: 4617052-2
- Virtual International Authority File: 245840052

Grotten van Ajanta · Grotten van Ellora · Fort van Agra · Taj Mahal · Zonnetempel van Konárak · Monumentengroep bij Mahabalipuram · Nationaal park Kaziranga · Wildpark Manas · Nationaal Park Keoladeo · Kerken en kloosters van Goa · Monumentengroep bij Khajuraho · Monumentengroep bij Hampi · Fatehpur Sikri · Monumentengroep bij Pattadakal · Grotten van Elephanta · Chola-tempels · Nationaal park Sundarbans · Nationale parken Nanda Devi en Bloemenvallei · Boeddhistische monumenten bij Sanchi · Humayuns tombe, Delhi · Qutb Minar en zijn monumenten, Delhi · Bergspoorwegen van India · Mahabodhitempel · Rotsschuilplaatsen van Bhimbetka · Archeologisch park Champaner-Pavagadh · Chhatrapati Shivaji Terminus (voormalig Victoria Station) · Rode Fortcomplex · Heuvelforten van Rajasthan · Rani ki vav (the Queen’s Stepwell) in Patan, Gujarat · Nationaal park Great Himalayan · Nationaal park Khangchendzonga · Architecturaal werk van Le Corbusier (Hoofdstedelijk gebouwencomplex van Chandigarh) · Archeologische site Nalanda Mahavihara (universiteit van Nalanda) in Nalanda, Bihar · Historische stad Ahmadabad · Ensembles van neogotiek en art deco in Mumbai · De stad Jaipur, Rajasthan · Kakatiya Rudreshwara (Ramappatempel) · Dholavira: een stad van de Harappabeschaving · Moidams - het grafheuvelsysteem van de Ahomdynastie